# Horní Staré Město
Horní Staré Město (německy Oberaltstadt) je místní část města Trutnova. Na starších mapách se objevuje pod názvem Hořejší Staré Město. V místní hantýrce bývá Horní Staré Město označováno jako "Horňák" anebo zkratkou HSM. Přes HSM prochází silnice I/14, tvořící jeho obchvat a silnice II/300. Od roku 1871 vede zástavbou železniční trať Trutnov – Svoboda nad Úpou, na níž na území HSM leží zastávky Trutnov-Staré Město, Trutnov-Zelená Louka a Kalná Voda, na které žádné vlaky nezastavují. V HSM končí autobusové linky trutnovské MHD č. 1, 2, 4 a 6 a procházejí tudy příměstské linky systému IREDO.

## Historie
Již v 11. století se na říčních ostrovech rozkládala slovanská osada Úpa, s důležitým brodem přes řeku na staré cestě do Slezska (přes Žacléř) a do Krkonoš. Jádro osídlení bylo soustředěno kolem dnešního kostela svatého Václava, kde původně stávala i vodní tvrz – sídlo zdejší moci.
Ves byla často ničena povodněmi a poté, co byla hraničním hvozdem proklestěna nová cesta do Slezska přes Bernartice, začala ztrácet význam. Obyvatelstvo i správa autonomního Manského kraje se přesunuly o 3 km po proudu do nově založeného města Úpy. Zpočátku byly obě obce stejného jména odlišovány jako Úpa první a Úpa druhá, či Úpa I a Úpa II. Později, když bylo nové město cizími kolonizátory přejmenováno na Trutnov, začalo se Úpě říkat Starý Trutnov. Jako protiklad k novému městu Trutnovu pak vzniklo označení Staré Město. A protože jsou podhorské vsi protáhlé až několik kilometrů, byly často rozdělovány na Horní a Dolní, což byl i příklad Horního Starého Města a Dolního Starého Města.
Horní Staré Město bylo povýšeno na městys roku 1904. Spolu s povýšením obdrželo od císaře Františka Josefa I. znak. Již před druhou světovou válkou mělo Horní Staré Město okolo 4 tisíc obyvatel, převážně německé národnosti. Proto byl městys spolu se sousedními obcemi v r.1938 připojen k Říši. Roku 1947 bylo Horní Staré Město spolu s Poříčím, Volanovem a Voletinami spojeno s Trutnovem, čímž vznikl Velký Trutnov, později jen Trutnov.
Horní Staré Město má v současnosti okolo 9 tisíc obyvatel, což je asi třetina všech obyvatel Trutnova. Je to zapříčiněno hlavně největším městským sídlištěm Zelená Louka (původně sídl. 9. května), které v první fázi vznikalo na poslední nezastavěné louce (odtud název). V dalších fázích už byla nemilosrdně likvidována původní zástavba a namísto ní stavěny panelové domy. Po roce 1989 byla výstavba dalších paneláků překotně zastavena a sídliště zůstalo nedokončené. Přednost dostaly služby a obchody, které pomalu zaplňují prázdné proluky.
Centrem tisíciletého Horního Starého Města je dnes proto spíše prostranství okolo obchodních středisek na sídlišti Zelená Louka, načež původní historické centrum u kostela v Horské ulici upadá.

## Památky
Viz též Seznam kulturních památek na Horním Starém Městě
- Kostel svatého Václava. Původně gotický kostel v Horské ulici je nejstarší dochovanou stavbou v Horním Starém Městě. První písemná zmínka o kostele pochází z roku 1313. Po požáru roku 1424 byl v roce 1436 obnoven a roku 1581 renesančně přestavěn. Z nejstarších dob se uvnitř dochoval např. gotický presbytář a křtitelnice, renesanční dřevěný strop a barokní hlavní oltář. Jednu z cenností představuje dřevěný vyřezávaný polychromovaný epitaf z roku 1606. Tato dva metry vysoká náhrobní deska patřila královskému lesmistrovi Kašparu Nussovi. Před vstupem do kostela se nachází kamenný kříž a tzv. jeskyně (jesličky).
- Starý hřbitov se rozkládal kolem kostela a pohřbívalo se na něm až do roku 1892. Památku na něj dodnes dokazují náhrobní desky v hřbitovní zdi, která je považována za někdejší hradby vodního hradu.
- Fara se nachází v areálu kostela sv. Václava.
- Svatý Jan Nepomucký. Sochu tradičního patrona mostů nechal na konci Staroměstského mostu v 19. století postavit místní občan, žijící poblíž.
- Svatý Jan Nepomucký. Sousoší u mostu v Tovární ulici se původně nacházelo u zdi Etrichovy továrny na konci tzv. prostředního mostu. Po roce 2000 byla památka zrekonstruována a kvůli nové silnici přesunuta asi o sto metrů k sousednímu, tzv. dolnímu mostu.
- Památník obětem 1. světové války byl městysem vybudován z aurakaritů (zkamenělých stromů) u cesty ke hřbitovu. Během komunistického období nebyl památník udržován, kameny se rozpadly, desky byly odcizeny, z pietního místa se stala zarostlá skládka a v těsné blízkosti město povolilo stavbu řadových garáží. Po roce 2000 byly zbytky kamenů přemístěny na nové místo do parku vedle kostela, kde byl vybudován nový památník.
- Staroměstský hřbitov z roku 1892 se starými hrobkami a hroby.
- Kamenný kříž s Ježíšem byl vybudován na tehdy důležité křižovatce silnic z Trutnova do Žacléře a Svobody nad Úpou. Původně stával u kříže vzrostlý modřín, který byl po orkánu Kyril poškozen a musel být pokácen.
- Kaple s Illnerovou hrobkou byla postavená neobvykle ve stráni nad Hamerským rybníkem, byla během komunistického období v 70. letech bez potrestání zničena místními výrostky. Ze stavby zůstaly pouze základy zdí s probořenou podlahou nad kryptou.